# Bioptérine
La bioptérine est un composé organique voisin de l'acide folique intervenant dans le métabolisme essentiellement sous la forme de deux cofacteurs, la dihydrobioptérine (BH2) et la tétrahydrobioptérine (BH4). La première intervient dans la synthèse de la DOPA, de la dopamine, de la sérotonine, de la noradrénaline, de l'adrénaline et de la guanosine dans le foie et dans le rein, tandis que la seconde intervient dans la production du monoxyde d'azote et dans la conversion de la phénylalanine en tyrosine grâce à la phénylalanine-4-hydroxylase, la conversion de la tyrosine en lévodopa sous l'effet de la tyrosine hydroxylase, et la conversion du tryptophane en 5-hydroxytryptophane via la tryptophane hydroxylase.